# Trận sông Lys (1940)
Trận sông Lys từ 23 cho tới ngày 28 tháng 5 năm 1940, là trận chiến quan trọng nhất của quân đội Bỉ trong Trận nước Bỉ (Chiến dịch 18 ngày) vào năm 1940 trên Mặt trận phía Tây (Tây Âu) của cuộc Chiến tranh thế giới thứ hai. Trong trận chiến quyết liệt này, dưới sự điều khiển của các tướng Walter von Reichenau và Georg von Küchler, các tập đoàn quân số 6 và số 8 của Đức Quốc xã đã giành được chiến thắng trước quân đội Bỉ dưới quyền tổng chỉ huy của Quốc vương Léopold III: tình hình bất lợi của quân đội Bỉ trước sự tấn công dồn dập của quân đội Đức đã dẫn tới cuộc đầu hàng không điều kiện của Léopold III của vào ngày 28 tháng 5. Trận đánh 4 ngày này cũng chính là giai đoạn cuối cùng của cuộc kháng cự của người Bỉ trước sự tấn công của Đệ tam Đế chế Đức trong năm 1940.
Vào ngày 24 tháng 5, các lực lượng của Bỉ đã thiết lập các vị trí phòng ngự ở đằng sau kênh Léopold, kênh chuyển dòng sông (dérivation) và sông Lys. Trước đó, các lực lượng của Đức đã tiếp cận với đối phương và pháo chiến với quân đội Bỉ trong ngày 23 tháng 5; và, các tập đoàn quân số 6 và số 8 (với 11 sư đoàn) dưới quyền chỉ huy của các tướng Reichenau và Küchler – một phần của Cụm tập đoàn quân B thuộc quân đội Đức Quốc xã – đã phát động một cuộc tấn công ồ ạt và đồng loạt nhằm vào các sư đoàn của quân Bỉ trên sông Lys và trên kênh chuyển dòng sông vào ngày 24 tháng 7. Cho đến buổi sáng ngày 25 tháng 5, người Đức đã chọc thủng các vị trí của quân Bỉ xuyên suốt một mặt trận dài 14 cây số. Tại kênh chuyển dòng sông và sông Lys, Sư đoàn số 8 và Sư đoàn Chasseur Ardennois số 2 của Bỉ đã lần lượt phát động những cuộc phản công đúng lúc và mạnh mẽ, song lực lượng trừ bị của Bỉ đã cạn kiệt. Vào ngày 26 tháng 5, quân đội Bỉ vẫn tiếp tục chiến đấu, song cánh phải của Bỉ đã suy sụp trước các đợt công kích mới của Reichenau trong khi cánh trái của họ bị Tập đoàn quân số 18 của Đức tiến thẳng theo đường đến Antwerp đánh bật. Đến cuối ngày 26 tháng 5, toàn bộ các lực lượng của Bỉ không còn ở đằng sau sông Lys nữa nhưng vẫn giữ được một tuyến phòng ngự tiếp theo, dù vậy tuyến phòng ngự này vô cùng mỏng manh. Trận đánh đã tiếp diễn vào rạng sáng ngày 27 tháng 5, và đến trưa, tình hình chiến sự đã cho Léopold III thấy là người Bỉ không còn khả năng kháng cự. Ở giữa mặt trận, quân Đức chiếm được thị trấn Thielt từ tay đối phương và một lỗ hổng rộng từ 3 đến 4 dặm Anh, đã mở ra tại khu vực Thielt.
Ngoài ra, về bên trái, trong các cuộc giao chiến tại kênh chuyển dòng sông, Sư đoàn số 17 của Bỉ đã rơi vào nguy cơ bị tiêu diệt. Không những thế, các máy bay ném bom bổ nhào Stuka của Đức cũng không ngừng thả bom xuống Zeebrugge. Sau khi hủy hoại mọi cờ hiệu của mình, quân đội Bỉ ngừng bắn vào đầu ngày 28 tháng 5 năm 1940, trước khi vua Bỉ đầu hàng. Cuộc bại trận tại sông Lys đã đem lại thiệt hại rất lớn cho quân đội Bỉ, với 4.000 người chết và 36.000 người bị thương. Song, mặc dù thất bại, cuộc kháng cự của quân Bỉ tại sông Lys đã hỗ trợ cho cuộc rút chạy của Lực lượng Viễn chinh Anh tại Dunkerque, cho dù sự đầu hàng của Bỉ đã buộc người Anh phải tiến hành tháo chạy tại Dunkerque của Pháp thay vì các cảng của Bỉ. Những cuộc giao tranh trên sông Lys được xem là những trận đánh khốc liệt nhất trong Chiến dịch nước Bỉ; bản thân người Đức đã thừa nhận về sự kháng cự quyết liệt của quân Bỉ và hiệu quả của lực lượng pháo binh Bỉ đã gây thiệt hại không nhỏ cho các lực lượng của Đức.

16 tháng 5
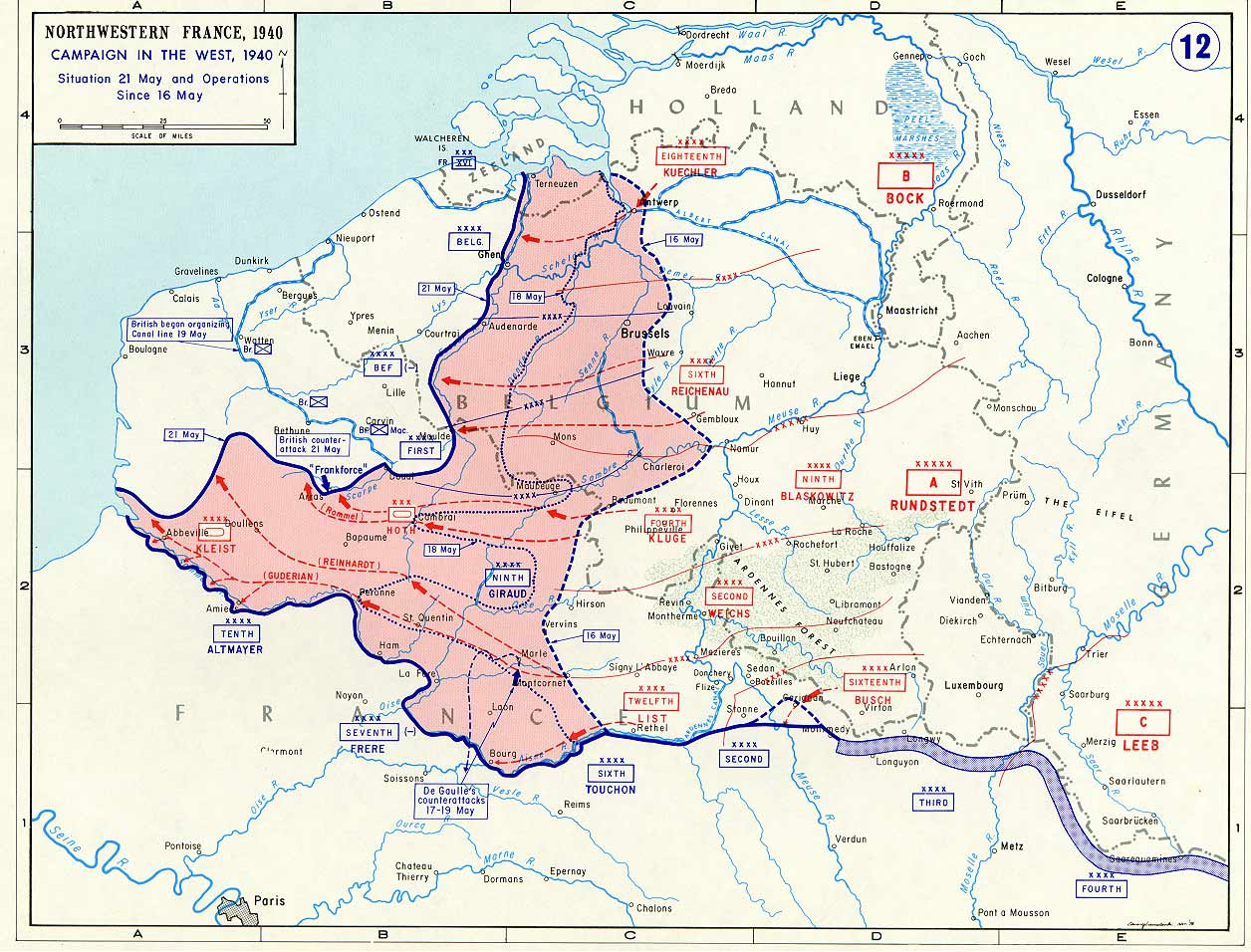
21 tháng 5: binh lính tại Abbeville
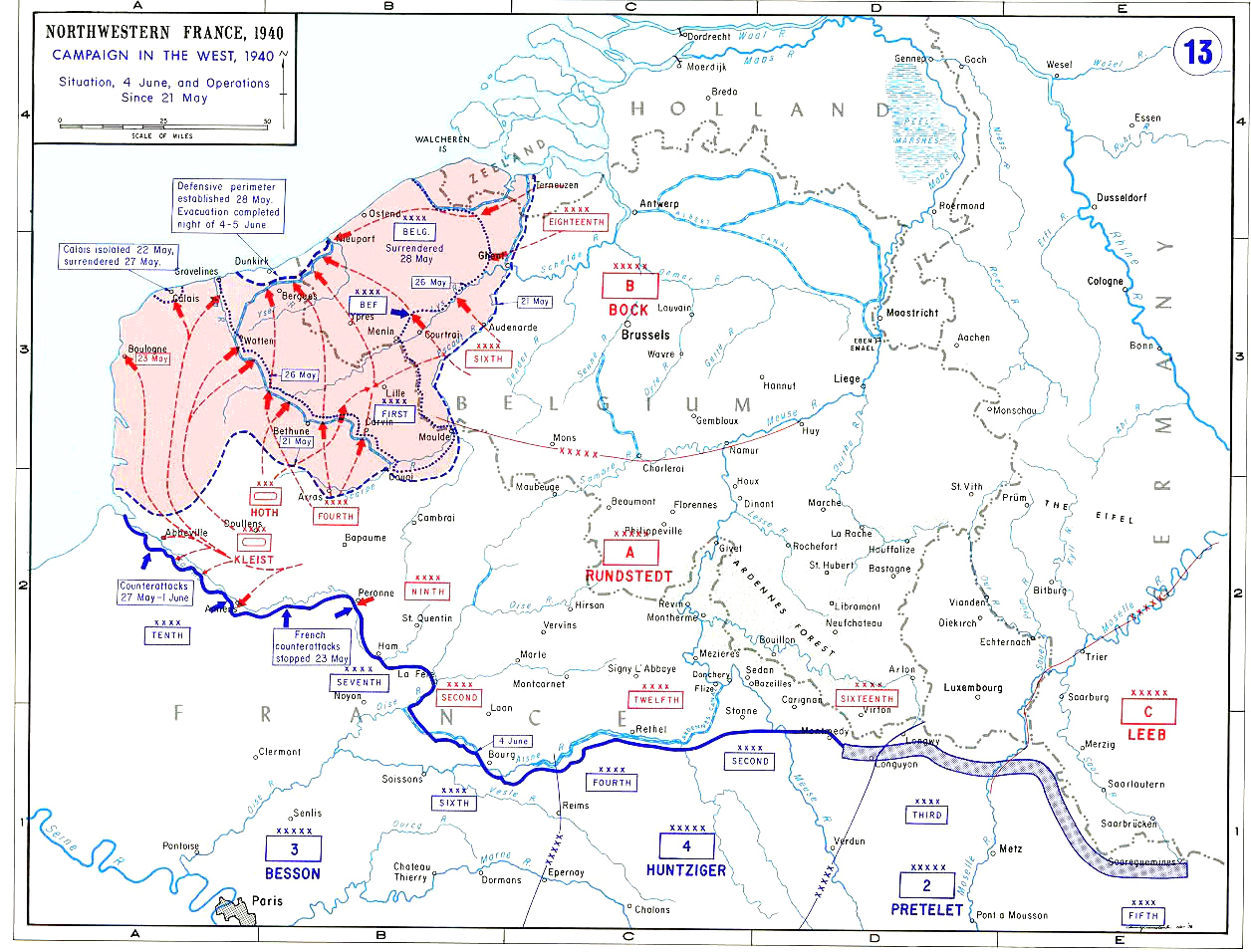
tới 4 tháng 6: Duinkerque

## Thông tin thêm
Tại Công viên Albert ở trung tâm thành phố Kortrijk, trận sông Lys được kỷ niệm hằng năm ở gần Đài tưởng niệm Lys.